# 宇宙的形状

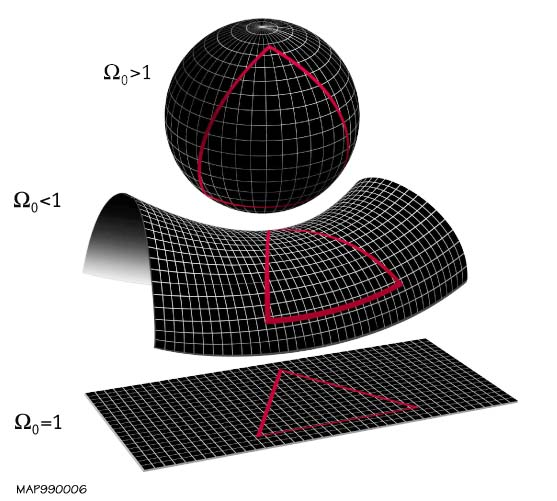
宇宙形状

宇宙的形狀从黎曼度規曲面與时空拓扑的角度而言，可分為宇宙的局部與全域幾何形狀。宇宙的形狀與主要敘述時空如何藉由質量與能量扭曲與彎折的廣義相對論有關。
宇宙的形狀有可觀測宇宙與全域宇宙的差別。可觀測宇宙原則上是宇宙的一部分，在觀察上受到有限的光速與宇宙年齡的影響。在人們的理解當中，可觀測宇宙是以地球為球心，直徑930億光年（8.8 × 1026公尺）的球體，且在任何一個觀察點性質皆相似。

## 分类
依據《我們數學的宇宙》，全域宇宙的形狀可以解釋成以下3種分類：
1. 有限與無限；
2. 封閉[註 3]與開放[註 4]以及扁平[註 5]
3. 單連通或多連通[註 6]

上述特性皆具有一定的邏輯關聯。舉例來說，正曲率的宇宙必然為有限宇宙。一般人們假設一個扁平或負曲率的宇宙具有無限的特質，但如果這些宇宙在拓樸學上並不平凡，就不一定具有無限的性質。
由於宇宙膨脹的速率是時間函數，會隨宇宙的幾何特性而有不同，所以宇宙的形狀將會決定宇宙的終極命運。
自1997年的毫米波段氣球觀天計畫開始的一連串宇宙微波背景辐射測量實驗，觀測結果皆表示宇宙的幾何結構基本上是平坦的。後續的WMAP及普朗克衛星的相關測量也有相同結論。